# Байвабік (Міннесота)
Байвабік (англ. Biwabik) — місто (англ. city) в США, в окрузі Сент-Луїс штату Міннесота. Населення — 961 особа (2020).

## Географія
Байвабік розташований за координатами 47°32′25″ пн. ш. 92°20′32″ зх. д. / 47.54028° пн. ш. 92.34222° зх. д. (47.540384, -92.342187).  За даними Бюро перепису населення США в 2010 році місто мало площу 26,30 км², з яких 23,24 км² — суходіл та 3,06 км² — водойми.

## Демографія
Згідно з переписом 2010 року, у місті мешкало 969 осіб у 469 домогосподарствах у складі 250 родин. Густота населення становила 37 осіб/км².  Було 543 помешкання (21/км²).
Расовий склад населення:
| - 97,8 % — білих - 0,7 % — корінних американців - 0,3 % — азіатів - 0,1 % — чорних або афроамериканців |

До двох чи більше рас належало 0,7 %. Частка іспаномовних становила 0,9 % від усіх жителів.
За віковим діапазоном населення розподілялося таким чином: 20,0 % — особи молодші 18 років, 57,9 % — особи у віці 18—64 років, 22,1 % — особи у віці 65 років та старші. Медіана віку мешканця становила 46,8 року. На 100 осіб жіночої статі у місті припадало 97,4 чоловіків;  на 100 жінок у віці від 18 років та старших — 95,7 чоловіків також старших 18 років.
Середній дохід на одне домашнє господарство  становив 41 662 долари США (медіана — 31 121), а середній дохід на одну сім'ю — 60 226 доларів (медіана — 52 813). За межею бідності перебувало 13,5 % осіб, у тому числі 7,9 % дітей у віці до 18 років та 4,3 % осіб у віці 65 років та старших.
Цивільне працевлаштоване населення становило 317 осіб. Основні галузі зайнятості: освіта, охорона здоров'я та соціальна допомога — 18,0 %, мистецтво, розваги та відпочинок — 17,0 %, науковці, спеціалісти, менеджери — 10,7 %, виробництво — 9,8 %.